# 대한민국의 국가인권위원회 상임위원
국가인권위원회 상임위원(國家人權委員會 任委委員)은 국가인권위원회를 구성하는 직위이다. 차관급 정무직 공무원으로 보한다.

## 역대 상임위원

### 대통령 추천 상임위원
| 이름           | 임기                              | 비고        |
| -------------- | --------------------------------- | ----------- |
| 박경서(朴庚緖) | 2001년 11월 25일~2004년 12월 23일 | 김대중 지명 |
| 정강자(鄭康子) | 2004년 12월 24일~2007년 12월 23일 | 노무현 지명 |
| 유남영(柳南榮) | 2007년 12월 24일~2010년 11월 4일  | 노무현 지명 |
| 김영혜(金榮惠) | 2010년 11월 15일~2013년 11월 14일 | 이명박 지명 |
| 김영혜(金榮惠) | 2013년 11월 15일~2016년 11월 27일 | 박근혜 지명 |
| 최혜리(崔惠梨) | 2016년 11월 28일~2019년 11월 27일 | 박근혜 지명 |
| 박찬운(朴燦運) | 2020년 1월 13일~2023년 1월 12일   | 문재인 지명 |
| 김용원(金龍元) | 2023년 2월 6일~                   | 윤석열 지명 |

### 민주당계 정당 추천 상임위원
| 이름           | 임기                             | 비고                |
| -------------- | -------------------------------- | ------------------- |
| 유현(兪炫)     | 2001년 11월 25일~2004년 7월 20일 | 새천년민주당 추천   |
| 최영애(崔永愛) | 2004년 7월 23일~2007년 9월 20일  | 열린우리당 추천     |
| 최경숙(崔敬淑) | 2007년 9월 21일~2010년 10월 10일 | 대통합민주신당 추천 |
| 장향숙(張香淑) | 2010년 10월 11일~2012년 1월 12일 | 민주당 추천         |
| 장명숙(張明淑) | 2012년 3월 8일~2015년 3월 15일   | 민주통합당 추천     |
| 이경숙(李景叔) | 2015년 3월 16일~2018년 3월 15일  | 새정치민주연합 추천 |
| 정문자(鄭文子) | 2018년 6월 22일~2021년 6월 21일  | 더불어민주당 추천   |
| 남규선(南奎先) | 2021년 8월 6일~2025년 5월 19일   | 더불어민주당 추천   |
| 이숙진(李淑進) | 2025년 5월 20일 ~                | 더불어민주당 추천   |

### 보수정당 추천 상임위원
| 이름           | 임기                             | 비고            |
| -------------- | -------------------------------- | --------------- |
| 유시춘(柳時春) | 2001년 11월 25일~2004년 3월 12일 | 한나라당 추천   |
| 김호준(金好俊) | 2004년 12월 24일~2008년 2월 3일  | 한나라당 추천   |
| 문경란(文敬蘭) | 2008년 2월 4일~2010년 11월 4일   | 한나라당 추천   |
| 홍진표(洪溍杓) | 2011년 2월 21일~2014년 3월 6일   | 한나라당 추천   |
| 유영하(柳榮夏) | 2014년 3월 7일~2016년 1월 11일   | 새누리당 추천   |
| 정상환(鄭祥煥) | 2016년 3월 22일~2019년 3월 21일  | 새누리당 추천   |
| 이상철(李相喆) | 2019년 9월 19일~2022년 9월 18일  | 자유한국당 추천 |
| 이충상(李忠相) | 2022년 10월 21일~2025년 2월 28일 | 국민의힘 추천   |

## 같이 보기
- 국가인권위원회
- 국가인권위원회 위원장